# بريمن

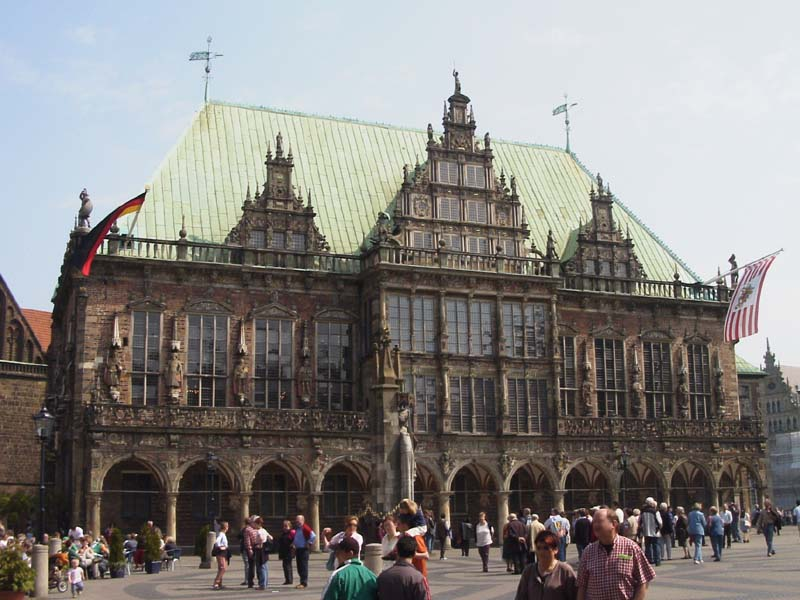
مبنى البلدية في بريمن: يعود إلى القرن الـ14 م، شيد البناء الاصلي من الطوب وعلى الطراز القوطي، فيما جددت واجهته على طراز الرينيسانس

بريمن (بالألمانية: Bremen) هي مدينة في ألمانيا، تقع في شمالي البلاد، وفي منتصف المسافة بين هامبورغ وهانوفر. تشكل بريمن ومدينة «بريمرهافن» -Bremerhaven- (أو ميناءها المتقدم)، والتي تبعد عنها بـ57 كلم، أصغر الولايات الاتحادية في ألمانيا (ولاية بريمن)، وتمتد هذه الولاية على مصب نهر فيزر (Weser). بلغ تعداد سكان المدينة 544,746 نسمة (2004).

## الاقتصاد
تعد بريمن ثاني ميناء في البلاد بعد هامبورغ، من أهم واردتها المعادن، القطن، الصوف، القهوة، الذرة، الصويا، والفواكه. تتمحور النشاطات الصناعية في المدينة حول صناعة السفن، صناعة الطائرات، التعدين، تكرير البترول، الإلكترونيات والأجهزة الدقيقة، الصناعة الغذائية (القهوة، الشوكولاته والجعة)، مصانع التبغ والمنسوجات (القطن والحرير). بريمن هو موطن ماركة الجعّة المعروفة على مستوى العالم بيكس (Becks). تعد بريمن بالإضافة إلى ذلك نشاطات أخرى على غرار البورصة، وعدة بنوك مهمة، ترتبط بريمن مباشرة مع العالم عن طريق المطار الدولي.

## المعالم العمرانية
تنقسم المدينة إلى شطرين تربط بينهما عدة جسور: القصبة أو المدينة القديمة (Altstadt)، والتي تقع على الضفة اليمنى لنهر فيزر، ثم المدينة الجديدة (Neustadt) والتي شيدت أثناء القرن الـ17 م على الضفة الغربية للنهر. تحتفظ المدنية القديمة بطابعها المميز والذي يعود إلى القرون الوسطى، على غرار الشوارع الضيقة، والمتعرجة، والبيوت التقليدية ذات الاسقف المحدبة، من المعالم الأخرى: * * الكاتدرائية الرومانسكية (حقبة زمنية في تاريخ العمارة والفنون في أوروبا، امتدت بين القرنين الـ11 و12 للميلاد) والتي تعود إلى القرن الـ12 م.
- مبنى البلدية القديم (Altes Rathaus) والذي يعود إلى القرن الـ14 م، شيد البناء الاصلي من الطوب وعلى الطراز القوطي، فيما جددت واجهته على طراز الرينيسانس (فترة في تاريخ الفنون والعمارة -عصر النهضة-).
- مبنى الشوتينغ (Schütting)، والذي يقع في ساحة السوق العام، كان المقر الرئيسي لمجلس التجار، وتم تشييده في القرن الـ14 م.

المدينة الجديدة، والتي تضررت أثناء الحرب العالمية الثانية،
- تضم مبان حديثة نسبيا، محلات تجارية والعديد من المتاحف. منذ 1990 أصبحت المدينة تملك جامعتين، جامعة بريمن والتي شيدت عام 1970 م (أكثر من 22,000 طالب)، ثم «الجامعة الدولية لبريمن» والتي أنشئت حديثا.
- التمثال المشهور ل موسيقيي بريمن في وسط المدينة والذي يزوره الناس من جميع أنحاء العالم.

## التاريخ
قام القديس «فيليهاد» (Willehad) عام 787 م بتأسيس مدينة بريمن. شكلت المدينة وهامبورغ ومنذ 845 أولى الأبرشيات الجرمانية. أنشئ فيها مركز للبعثات الإنجيلية، كان هدفه الأول تنصير أهالي المناطق الاسكندينافية. عام 956 م أطلق القيصر (أو الإمبراطور) الجرماني «أوتون الأول العظيم» يد الأبرشية المحلية في إدارة المدينة وتنظيم الأسواق. بدأت المدينة تزدهر منذ بداية القرن الحادي عشر للميلاد وأصبحت تعد بين كبرى مدن التجارة في أوروبا. انضمت سنة 1358 م إلى الرابطة الهانزية (نسبة إلى هانزيه -Hanse-، والتي جمعت في أوجها ثمانين من المدن الغنية في شمال ألمانية).
عام 1646 م وبعد تأييدها للإصلاحات الجديدة، أصبحت بريمن من مدن الإمبراطورية الحرة. انتهت «حرب الثلاثين سنة» مع توقيع اتفاقية ويستفاليا (1648 م)، تم وضع بريمن تحت السيادة السويدية، فحاولت أن تنتزع حريتها مرتين (1654 ثم 1666 م) قبل تفلح في المرة الثالثة. قام الفرنسيون باحتلالها عام 1810 م (الحروب النابليونية)، فأصبحت عاصمة للمقاطعة الجديدة المستحدثة (مصب الفيزر) حتى 1813 م. بعد مؤتمر فيينا (1815 م) عادت إلى وضعها السابق كمدينة حرة، انضمت إلى الاتحاد الألماني سنة 1866 م، وأخير إلى الإمبراطورية الألمانية عام 1871 م.
تعرضت المدينة للدمار جراء الغارات الجوية لتي شنتها قوات الحلفاء أثناء الحرب العالمية الثانية، كان الجزء الشمالي من ألمانيا قد سيطرت عليه القوات الأمريكية بعد نهاية الحرب، منذ 1945م وضعت المدينة مع جارتها «بريمرهافن» تحت الإدارة البريطانية، قبل أن تصبح ولاية مستقلة عام 1947م.

## مناطق بريمن
- منطقة فالي
- منطقة فندورف

## مدن شقيقة
لدى بريمن العديد من المدن الشقيقة وهي:-
- إزمير.
- براتيسلافا.
- حيفا.
- داليان.
- ديربان.
- ريغا.
- غدانسك.
- لوكافاكس.
- ماراكايبو.
- ويندهوك.
- يوكوهاما.

## الرياضة

### كرة القدم

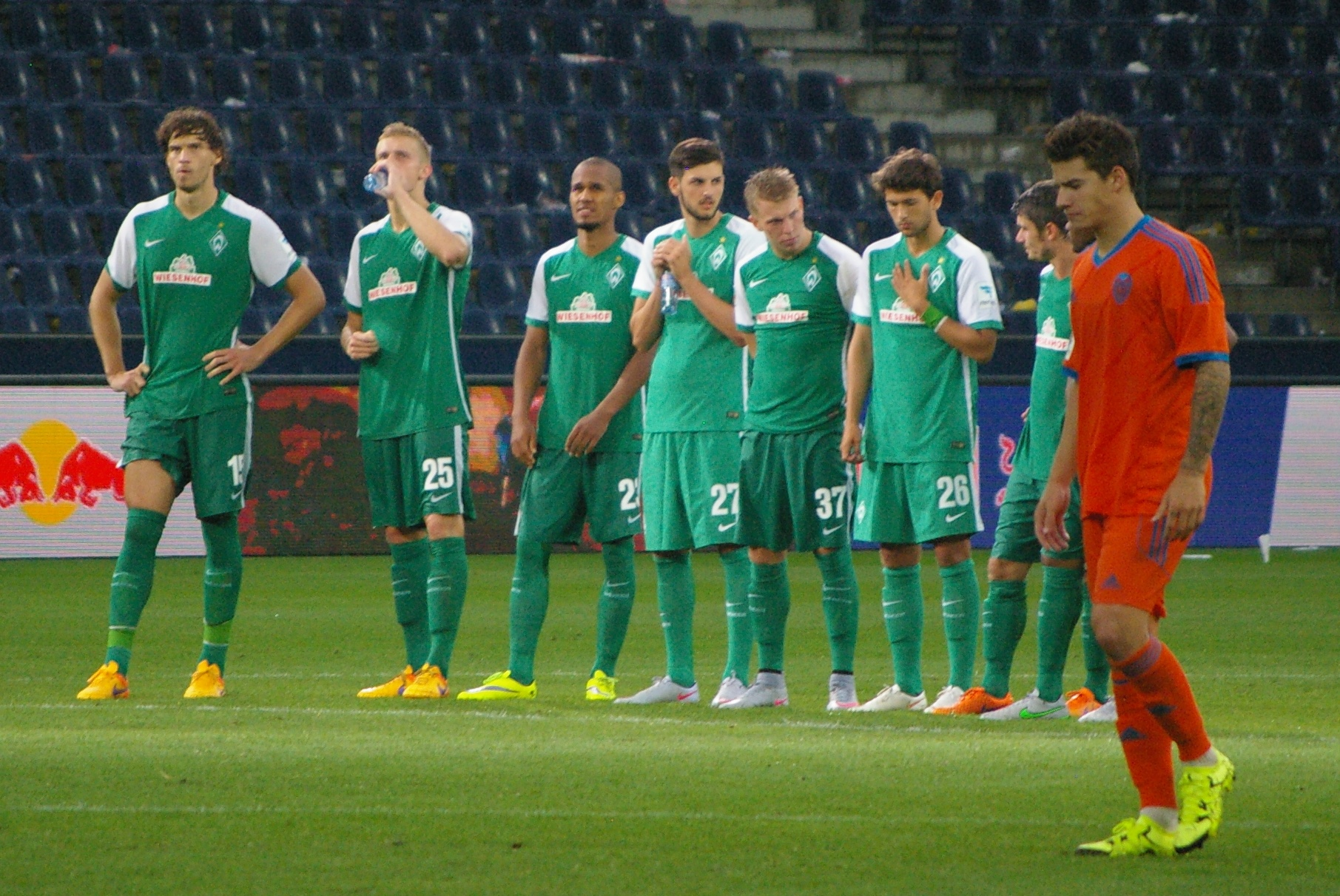
فريق فيردر بريمن عام 2015

في مدينة بريمن يعتبر فريق فيردر بريمن أقوى أندية المدينة ويلعب في دوري الدرجة الأولى لكرة القدم بوندسليغا. فاز ببطولة الدوري أربع مرات وكأس ألمانيا أربع مرات وكأس السوبر أربع مرات وكأس الدوري الألماني مرة واحدة. أما على مستوى القارة الأوروبية فتوج ببطولة كأس الكؤوس الأوروبية مرة واحدة عام 1992م كما حل وصيفاً لبطولة كأس الاتحاد الأوروبي بعد خسارته المباراة النهائية أمام شاختار دونتسك الأوكراني.

## وصلات خارجية
- الموقع الرسمي (بالألمانية)

- جامعة بريمن
- جامعة العلوم التطبيقة
- برمين الدولية
- City Panoramas Bremen - مشاهد بانورامية للمدينة
- موقع سوق فرايمارك
- بريمن مدينة الرياضة والفنون دويتشة فيلة العربية.